# Chartreuse de Pise
La Certosa di Pisa (« Chartreuse de Pise » en français) est un ancien monastère chartreux. Le bâtiment accueille en 2013 le Museo di storia naturale e del territorio dell'Università di Pisa (Musée d'histoire naturelle et du territoire de l'université de Pise). Cette chartreuse se situe dans la comune de Calci, à environ 10 km à l'Est de Pise en Toscane (Italie).

## Histoire
La chartreuse fut fondée le 30 mai 1366, dans le Val Graziosa de Calci, sur un des versants du Monte Pisano, sur la décision de Francesco Moricotti Prignani Butillo, alors archevêque de Pise.
Le couvent annexa par la suite, en 1425, l'ancien monastère bénédictin de l'Île de Gorgone (le pape Grégoire XI en ayant chassé les bénédictins pour réserver les lieux aux chartreux de Pise pour leurs  séjours d'été).
Dans la seconde moitié du XVe siècle, des artistes florentins établis à Pise venus  pour le chantier de l'Œuvre du Duomo, vinrent la décorer. Ensuite des œuvres plus importantes furent réalisées aux XVIIe et XVIIIe siècles dans le style baroque.
Ainsi le monastère est réputé pour sa fresque de La Cène de Bernardino Poccetti (1597) présente dans son réfectoire.

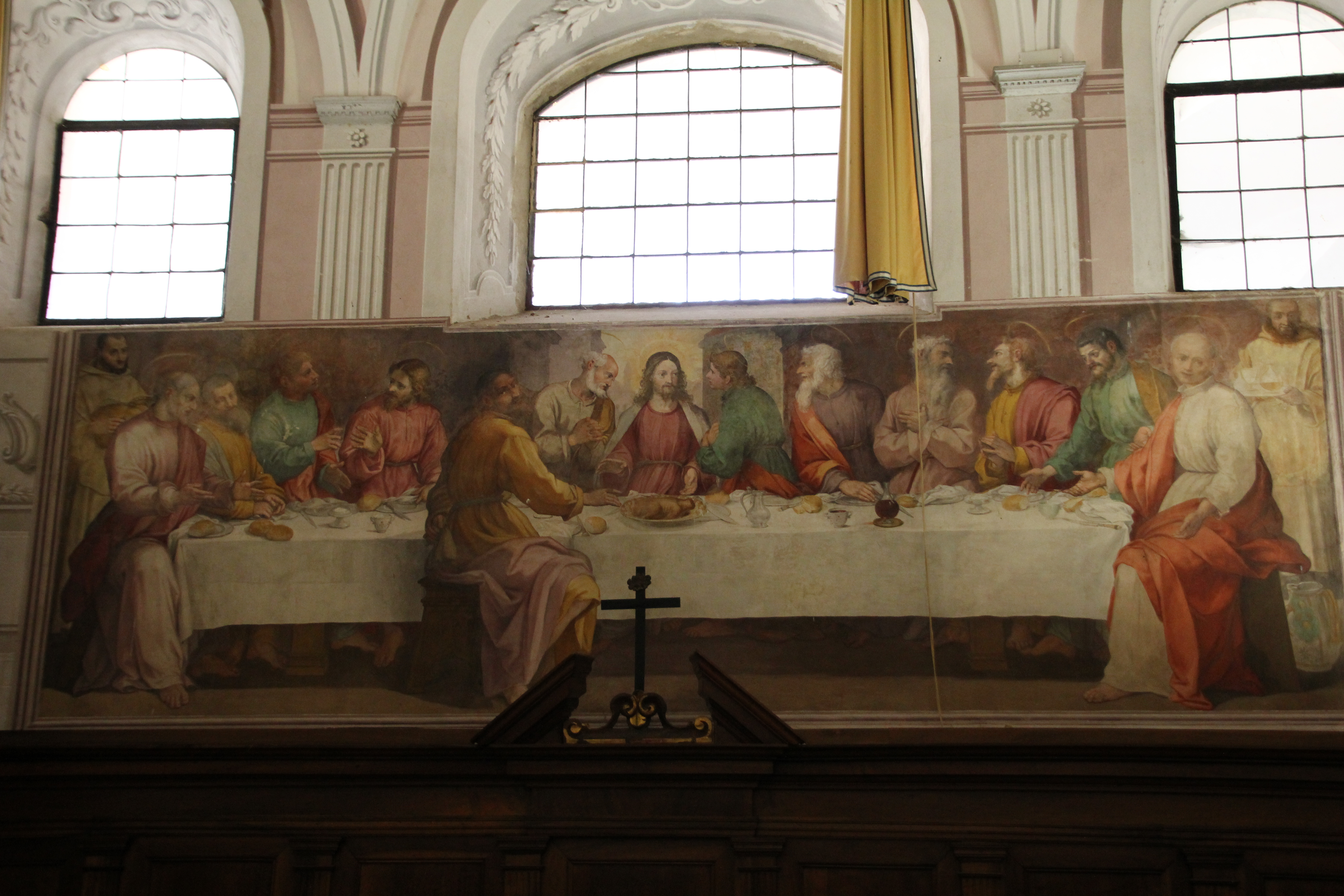
Bernardino Poccetti 1597, La Cène

Juste après la Seconde Guerre mondiale, en novembre 1946, le bâtiment est réinvesti dans le but de  restauration d'une chartreuse  néerlandaise mais le projet est abandonné dans les années 1960.

## Musée
En 1981, l'université de Pise déménage son musée dans le monastère. La collection a commencé à Pise au XVIe siècle comme un cabinet de curiosités lié au Jardin des simples de Florence. Ce musée héberge maintenant une des plus grandes collections de squelettes de cétacés en Europe, des salles dédiées aux dinosaures sont mises en place.
Le musée abrite également le plus grand aquarium d'eau douce d'Italie.
Parmi les diverses curiosités, nous trouvons de faux rapports, auxquels des origines mythologiques ont été attribuées dans le passé, et des artefacts d'intérêt scientifique, comme la « main de corail qui fabrique des châtaignes ». Au fil des ans, la collection s'est enrichie de nombreux éléments catalogués avec une plus grande rigueur scientifique, au point d'inclure des squelettes, de grands animaux naturalisés et des scénarios naturalistes reconstitués.

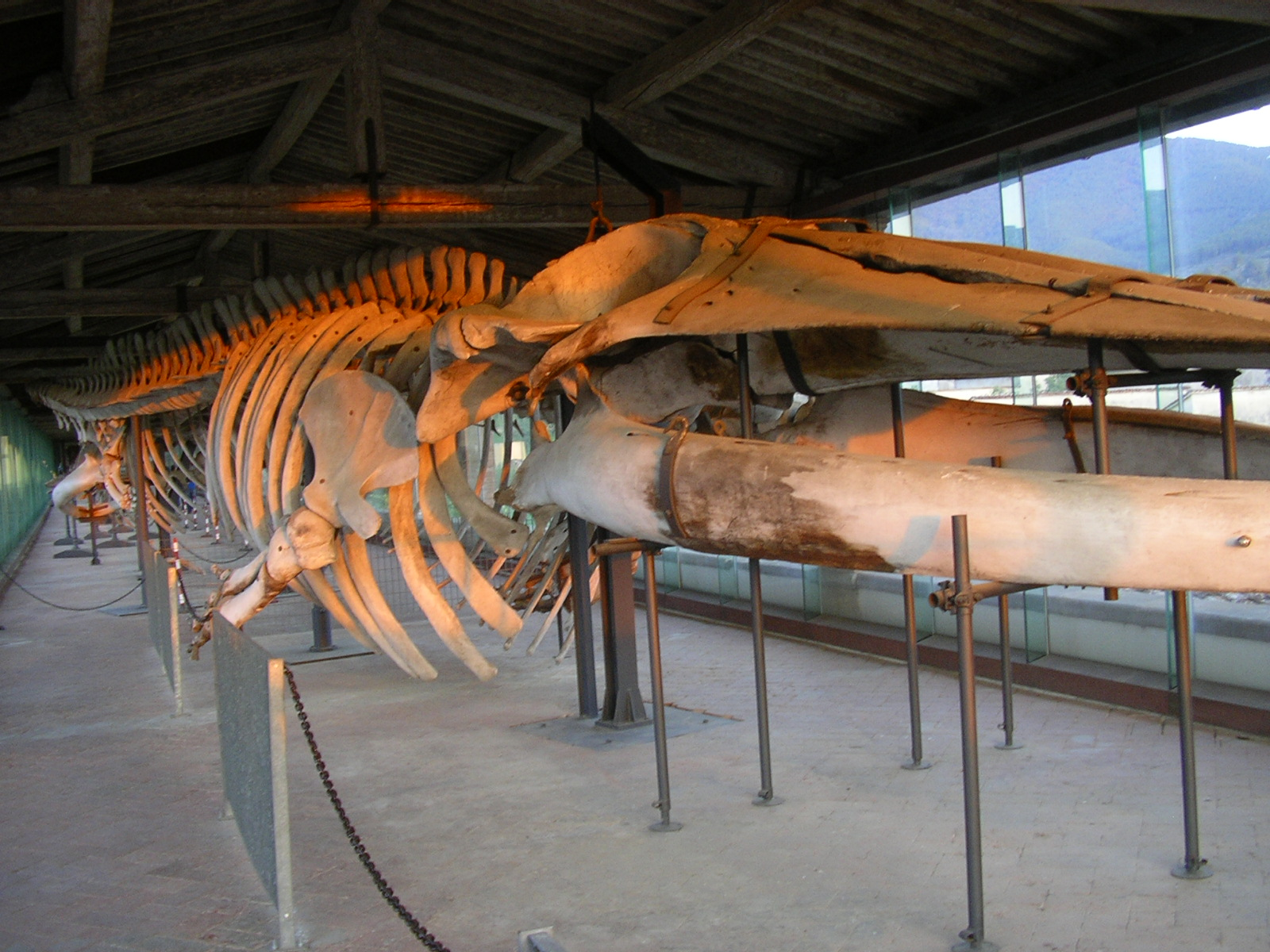
Un squelette de baleine dans le musée.

## Descriptif
Le complexe est accessible par un vestibule du XVIIe siècle, couronné par la statue de San Bruno, le fondateur de l'ordre des Chartreux ; à droite se trouve la chapelle Sebastiano, à l'origine réservée aux femmes, et à gauche la pension des femmes, l'actuelle billetterie.
La grande cour d'honneur longitudinale conduit au sanctuaire. Face à l'entrée se trouve le prospectus baroque de l'église, posé sur un podium à escalier à double rampe, œuvre de l'architecte Nicola Stassi : au sommet se trouve la statue de la Vierge en gloire.
L'intérieur, datant du XVIIe siècle, se compose d'une seule salle, le long des murs de laquelle sont placées les stalles en bois destinées aux moines ; un mur incrusté de marbre polychrome sépare l'espace destiné aux convers. À la fin du XVIIe siècle, la décoration picturale des murs a commencé avec les Histoires de l'Ancien Testament, par les Bolonais Antonio et Giuseppe Rolli ; les fresques de la coupole sont de Stefano Cassiani de Lucca, qui a également réalisé les peintures sur les côtés, derrière l'autel et entre les fenêtres.
Le maître-autel a été construit selon un projet de Giovan Francesco Bergamini et achevé en 1686 par son fils Alessandro ; il y a une toile de Baldassarre Franceschini appelée il Volterrano, avec San Bruno offrant la Chartreuse de Pise à la Madone, datée de 1681 .
L'église mène à la sacristie entourée de grandes armoires encastrées, à la chapelle des Reliques et aux différentes chapelles, dans lesquelles chaque moine célébrait sa messe privée quotidienne ; dans la chapelle de San Ranieri se trouve le tableau du XVIIIe siècle de Giovan Battista Tempesti, avec San Ranieri, saint patron de Pise ; dans la chapelle de San Bruno, se trouve une toile représentant le saint, par Jacopo Vignali ; la chapelle de la Vierge du Rosaire a été décorée de fresques par Giuseppe Maria Terreni à la fin du XVIIIe siècle.
Parmi les salles les plus intéressantes du monastère se trouve la Foresteria Granducale, ainsi appelée parce qu'elle était réservée aux souverains de la Toscane, avec de précieux stucs de Somazzi et des fresques avec des figures allégoriques de Pietro Giarrè. Le réfectoire actuel est le résultat de la transformation de l'environnement primitif du XIVe siècle : parmi les témoignages les plus anciens, la fresque de la Cène, de Bernardino Poccetti (1597), tandis que le reste des décorations murales, achevées en 1773, est due à Pietro Giarre. Les cellules des moines s'ouvrent sur le grand cloître du XVIIe siècle, avec la monumentale fontaine octogonale au centre, chacune conçue comme un logement composé de plusieurs pièces.
Parmi les nombreuses pièces du monastère figure la maison d'hôtes, qui abrite de nombreuses et précieuses peintures, dont la collection de la famille Borghini de Calci.
L'aile ouest de la chartreuse abrite le musée d'histoire naturelle et le territoire de l'université de Pise .